# Бривіо
Бривіо (італ. Brivio) — муніципалітет в Італії, у регіоні Ломбардія, провінція Лекко.
Бривіо розташоване на відстані близько 500 км на північний захід від Рима, 38 км на північний схід від Мілана, 12 км на південь від Лекко.
Населення — 4647 осіб (2014).
Щорічний фестиваль відбувається третьої неділі вересня. Покровитель — Santi martiri Sisinio, Martirio e Alessandro.

## Демографія
Населення за роками:

Станом на 1 січня 2023 року в муніципалітеті офіційно проживали 342 іноземці з 42 країн, серед них 71 громадянин країн Євросоюзу та 13 громадян України.

## Сусідні муніципалітети
- Айруно
- Калько
- Калольцьокорте
- Чизано-Бергамаско
- Монте-Маренцо
- Ольджате-Мольгора
- Ольджинате
- Понтіда
- Вілла-д'Адда